# Tiếng Avesta
Tiếng Avesta là một ngôn ngữ Iran Đông thuộc hệ ngôn ngữ Ấn-Âu được biết tới nhờ các văn bản Hỏa giáo, như Avesta, mà từ đó người ta đặt tên cho ngôn ngữ này. Thứ tiếng này từng được nói tại Arachosia, Aria, Bactria, và Margiana, tương ứng với toàn lãnh thổ Afghanistan, cũng như một phần của Pakistan, Tajikistan, Turkmenistan, và Uzbekistan, ngày nay. Văn hóa Yaz tại Bactria-Margiana có nhiều khả năng là đại diện cho một nền văn hóa "Đông Iran" cổ hơn như được mô tả trong Avesta.
Do là một ngôn ngữ hành lễ, tiếng Avesta vẫn tiếp tục được sử dụng sau khi đã biến mất từ lâu như một ngôn ngữ giao tiếp thường ngày. Nó có quan hệ gần với tiếng Phạn Vệ-đà, ngôn ngữ Ấn-Iran cổ nhất còn được lưu giữ tới nay.

## Ngữ âm
Tiếng Avesta có những âm xuýt hữu thanh, và có một loạt âm xát.

### Phụ âm
| Loại     | Môi   | Môi   | Răng  | Răng  | Chân răng | Chân răng | Sau chân răng hay Vòm | Sau chân răng hay Vòm | Ngạc mềm | Ngạc mềm | Môi-ngạc mềm | Môi-ngạc mềm | Thanh hầu |
| -------- | ----- | ----- | ----- | ----- | --------- | --------- | --------------------- | --------------------- | -------- | -------- | ------------ | ------------ | --------- |
| Mũi      |       | m /m/ |       | n /n/ |           |           |                       | ń [ɲ]                 |          | ŋ /ŋ/    |              | ŋʷ /ŋʷ/      |           |
| Tắc      | p /p/ | b /b/ | t /t/ | d /d/ |           |           | č /tʃ/                | ǰ /dʒ/                | k /k/    | g /ɡ/    |              |              |           |
| Xát      | f /ɸ/ | β /β/ | ϑ /θ/ | δ /ð/ | s /s/     | z /z/     | š /ʃ/                 | ž /ʒ/                 | x /x/    | γ /ɣ/    | xʷ /xʷ/      |              | h /h/     |
| Tiếp cận |       |       |       |       |           |           |                       | y /j/                 |          |          |              | w /w/        |           |
| Rung     |       |       |       | r /r/ |           |           |                       |                       |          |          |              |              |           |

Theo Beekes, [ð] và [ɣ] lần lượt là tha âm của /θ/ và /x/.

### Nguyên âm
| Loại | Trước | Trước  | Giữa  | Giữa   | Sau   | Sau    |
| Loại | ngắn  | dài    | ngắn  | dài    | ngắn  | dài    |
| ---- | ----- | ------ | ----- | ------ | ----- | ------ |
| Đóng | i /i/ | ī /iː/ |       |        | u /u/ | ū /uː/ |
| Vừa  | e /e/ | ē /eː/ | ə /ə/ | ə̄ /əː/ | o /o/ | ō /oː/ |
| Mở   |       |        | a /a/ | ā /aː/ |       | å /ɒː/ |
| Mũi  |       |        | ą /ã/ |        |       |        |

## Unicode
Bảng Unicode chữ Avesta
| Bảng Unicode Avesta Official Unicode Consortium code chart: Avestan Version 13.0 |   |   |   |   |   |   |   |   |   |   |   |   |   |   |   |   |
|                                                                                  | 0 | 1 | 2 | 3 | 4 | 5 | 6 | 7 | 8 | 9 | A | B | C | D | E | F |
| U+10B0x                                                                          | 𐬀 | 𐬁 | 𐬂 | 𐬃 | 𐬄 | 𐬅 | 𐬆 | 𐬇 | 𐬈 | 𐬉 | 𐬊 | 𐬋 | 𐬌 | 𐬍 | 𐬎 | 𐬏 |
| U+10B1x                                                                          | 𐬐 | 𐬑 | 𐬒 | 𐬓 | 𐬔 | 𐬕 | 𐬖 | 𐬗 | 𐬘 | 𐬙 | 𐬚 | 𐬛 | 𐬜 | 𐬝 | 𐬞 | 𐬟 |
| U+10B2x                                                                          | 𐬠 | 𐬡 | 𐬢 | 𐬣 | 𐬤 | 𐬥 | 𐬦 | 𐬧 | 𐬨 | 𐬩 | 𐬪 | 𐬫 | 𐬬 | 𐬭 | 𐬮 | 𐬯 |
| U+10B3x                                                                          | 𐬰 | 𐬱 | 𐬲 | 𐬳 | 𐬴 | 𐬵 |   |   |   | 𐬹 | 𐬺 | 𐬻 | 𐬼 | 𐬽 | 𐬾 | 𐬿 |